# بیوکانان (نیویورک)
بیوکانان (به انگلیسی: Buchanan) یک منطقهٔ مسکونی در ایالات متحده آمریکا است که در شهرستان وستچستر، نیویورک واقع شده‌است. بیوکانن ۴٫۴ کیلومتر مربع مساحت و ۲٬۲۳۰ نفر جمعیت دارد و ۱۲ متر بالاتر از سطح دریا واقع شده‌است.